# Ålestrups kommun
Ålestrups kommun (danska Ålestrup Kommune eller Aalestrup Kommune) var fram till kommunreformen 2007 en kommun i Viborg amt i Danmark. Kommunen är numera en del av Vesthimmerlands kommun i Region Nordjylland.